# Енсінакорба
Енсінакорба (ісп. Encinacorba) — муніципалітет в Іспанії, у складі автономної спільноти Арагон, у провінції Сарагоса. Населення — 252 особи (2010).
Муніципалітет розташований на відстані близько 230 км на північний схід від Мадрида, 50 км на південний захід від Сарагоси.

## Демографія
Динаміка населення (INE ):